# Mount Sorell
Mount Sorell är ett berg i Australien. Det ligger i regionen  West Coast och delstaten Tasmanien, i den sydöstra delen av landet, omkring 160 kilometer nordväst om delstatshuvudstaden Hobart. Toppen på Mount Sorell är 1 130 meter över havet, eller 917 meter över den omgivande terrängen. Bredden vid basen är 15,8 km.
Trakten runt Mount Sorell är nära nog obefolkad, med mindre än två invånare per kvadratkilometer.. 
I omgivningarna runt Mount Sorell växer i huvudsak städsegrön lövskog. Genomsnittlig årsnederbörd är 2 407 millimeter. Den regnigaste månaden är september, med i genomsnitt 283 mm nederbörd, och den torraste är februari, med 92 mm nederbörd.